# Джюгас (Тельшяй)
Футбольний клуб «Джюгас» Тельшяй (лит. Futbolo klubas Džiugas, FC Džiugas) — литовський футбольний клуб з Тельшяй, заснований у 1923 році. Під час радянської окупації клуб було розпущено (1946), а в 1991 і 2014 роках було відновлено. Виступає в Першій лізі. Домашні матчі приймає на Міському стадіоні, місткістю 3 000 глядачів.

## Досягнення
- Перша ліга чемпіонату Литви
  -  Чемпіон (1): 2019

## Сезони
| Сезон | Рівень | Ліга               | Місце | Примітки |
| ----- | ------ | ------------------ | ----- | -------- |
| 2014  | 3.     | Друга ліга (Захід) | 2.    | [ 1 ]    |
| 2015  | 2.     | Перша ліга         | 10.   | [ 2 ]    |
| 2016  | 2.     | Перша ліга         | 7.    | [ 3 ]    |
| 2017  | 2.     | Перша ліга         | 5.    | [ 4 ]    |
| 2018  | 2.     | Перша ліга         | 5.    | [ 5 ]    |
| 2019  | 2.     | Перша ліга         | 1.    | [ 6 ]    |
| 2020  | 2.     | Перша ліга         | 4.    | [ 7 ]    |
| 2021  | 1.     | А-ліга             | 8.    | [ 8 ]    |
| 2022  | 1.     | А-ліга             | 9.    | [ 9 ]    |
| 2023  | 1.     | А-ліга             | 6.    | [ 10 ]   |
| 2024  | 1.     | А-ліга             | 4.    | [ 11 ]   |

## Кольори форми
| 2015–2018 | 2018−2020 | 2015− | 2019 воротар |